# Herb Milanówka
Herb Milanówka – jeden z symboli miasta Milanówek w postaci herbu zatwierdzony 10 czerwca 1997 uchwałą Rady Miasta numer 157/XLVI/97.

## Wygląd i symbolika
Herb ma tarczę dwudzielną w słup. W polu prawym o barwie błękitnej przedstawia srebrną podkowę ze złotym krzyżem maltańskim w barku, wewnątrz podkowy srebrna strzała skierowana grotem w dół. W polu lewym o barwie żółtej zielony liść dębu w słup.
Podkowa z krzyżem maltańskim i strzałą pochodzi z herbu Dołęga, którym pieczętował się hrabia Michał Lasocki. Dokonał on parcelacji Lasu Milanowskiego umożliwiając założenie osady, z której rozwinął się współczesny Milanówek.
Liść dębu w polu złotym nawiązuje do walorów przyrodniczych Milanówka.

## Historia

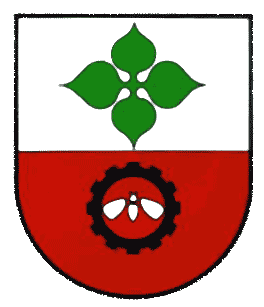
Herb w latach 1971-1997

Herb obowiązujący w okresie 1971-1997 miał tarczę dwudzielną w pas. W polu górnym, białym, przedstawiał cztery zielone liście morwy, natomiast w dolnym, czerwonym srebrnego jedwabnika we wnętrzu czarnego koła zębatego. Herb nawiązywał do miejscowego przemysłu: włókienniczego i precyzyjnego.
Autorami herbu z 1997 byli heraldyk ks. Paweł Dudziński oraz plastycy: Włodzimierz Mońka i Krzysztof Rychter.